# Парламентские выборы в Бахрейне (2018)
Парламентские выборы в Бахрейне проходили 24 ноября (1-й тур) и 1 декабря (2-й тур) 2018 года. Рассматривались как псевдовыборы вследствие того, что инакомыслие подавлялось, включая запрет членам запрещённых оппозиционных партий участвовать в выборах.

## Избирательная система
40 членов законодательного Совета представителей Бахрейна избираются по одномандатных округам. Если ни один из кандидатов не набирает большинство голосов избирателей в 1-м туре, проводится 2-й тур.

## Репрессии
Выборы проходили в условиях жёсткого подавления оппозиции. Лидер оппозиции шейх Али Салман был приговорен к пожизненному заключению 4 ноября 2018 года. Шейха Али Салмана обвинили в «сговоре с иностранным государством» Катаром во время восстания в феврале 2011 года с целью «свержения конституционного строя». В 2017 году во время катарского дипломатического кризиса Бахрейн прервал все дипломатические отношения с Катаром.
Бахрейн распустил крупные оппозиционные группы, включая движение «Аль-Вефак», в результате чего несколько сотен противников и десятки религиозных деятелей оказались в заключении.

## Кампания
Кандидаты могли регистрироваться с 17 по 21 октября 2018 года. На 40 мест Совета претендовали 293 кандидата.

## Результаты
В 9 избирательных округах победитель выяснился в 1-м туре, а в остальных 31 округе проводился 2-й тур. По официальным данным явка в 1-м туре составила 67 %. Оппозиция заявляла, что явка была не более 28-30 %